# Бичина
Бичина (пол. Byczyna, нім. Pitschen) — місто в південно-західній Польщі.
Належить до Ключборського повіту Опольського воєводства.

## Демографія
Демографічна структура станом на 31 березня 2011 року:
|          | Загалом | Допрацездатний вік | Працездатний вік | Постпрацездатний вік |
| -------- | ------- | ------------------ | ---------------- | -------------------- |
| Чоловіки | 1824    | 355                | 1309             | 160                  |
| Жінки    | 1942    | 332                | 1215             | 395                  |
| Разом    | 3766    | 687                | 2524             | 555                  |